# クーバーデン
クーフォルデン（Coevorden、オランダ語発音: [ˈkuvɔrdən] ( 音声ファイル); オランダ低ザクセン語: Koevern）は、オランダの北東ドレンテ州にある基礎自治体で市である。1998年の州内の再編成で、Dalen、Sleen、Oosterhesselen、Zweelooと合併した。クフォルデン、クーバーデン、クーヴォルデンとも表記される。

## 語源
オックスフォードと同様、「牛が川を越える所」から来ている。

## 歴史
1408年に都市権を授与される。1579年に都市の33％が大火災で破壊された。
1580年、八十年戦争におけるオランダの裏切者リュクサンブール伯George de Lalaingによって、スペインに占領される。1592年、オラニエ公マウリッツ指揮下のイギリス軍とドイツ軍によって、スペインから奪取される（en:Siege of Coevorden (1592)、街は完全に焼かれた）。翌年、スペインに包囲されるが、1594年5月に救援部隊によって阻止された。
その後、17世紀初頭（1605年）に、パルマノーヴァ市を模して、要塞の設計者メンノ・フォン・クーホルンによって強固な要塞をもった街並みに再編された。
1672年にミュンスター司教領に占領されたが、すぐに取り返された（クフォルデン包囲戦 (1672年)）。その後、再占領しようとしたミュンスター司教領の軍は洪水によって壊滅した。

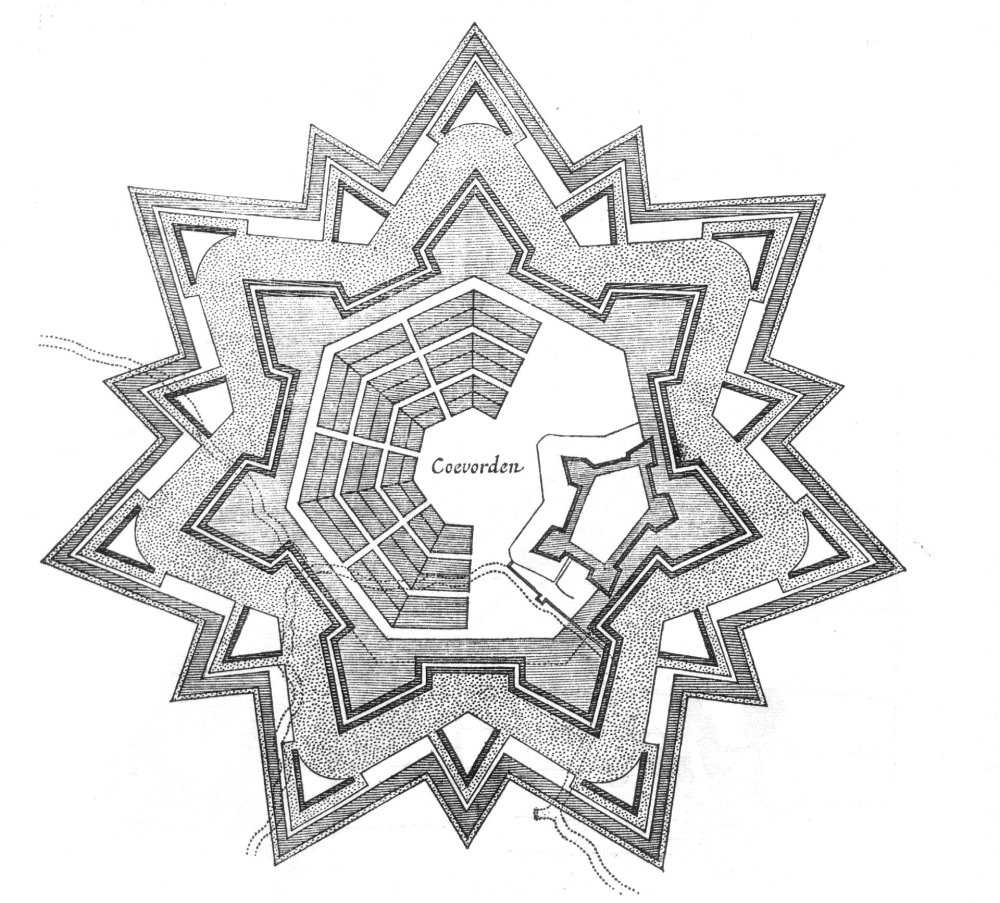
17世紀の星形要塞設計図
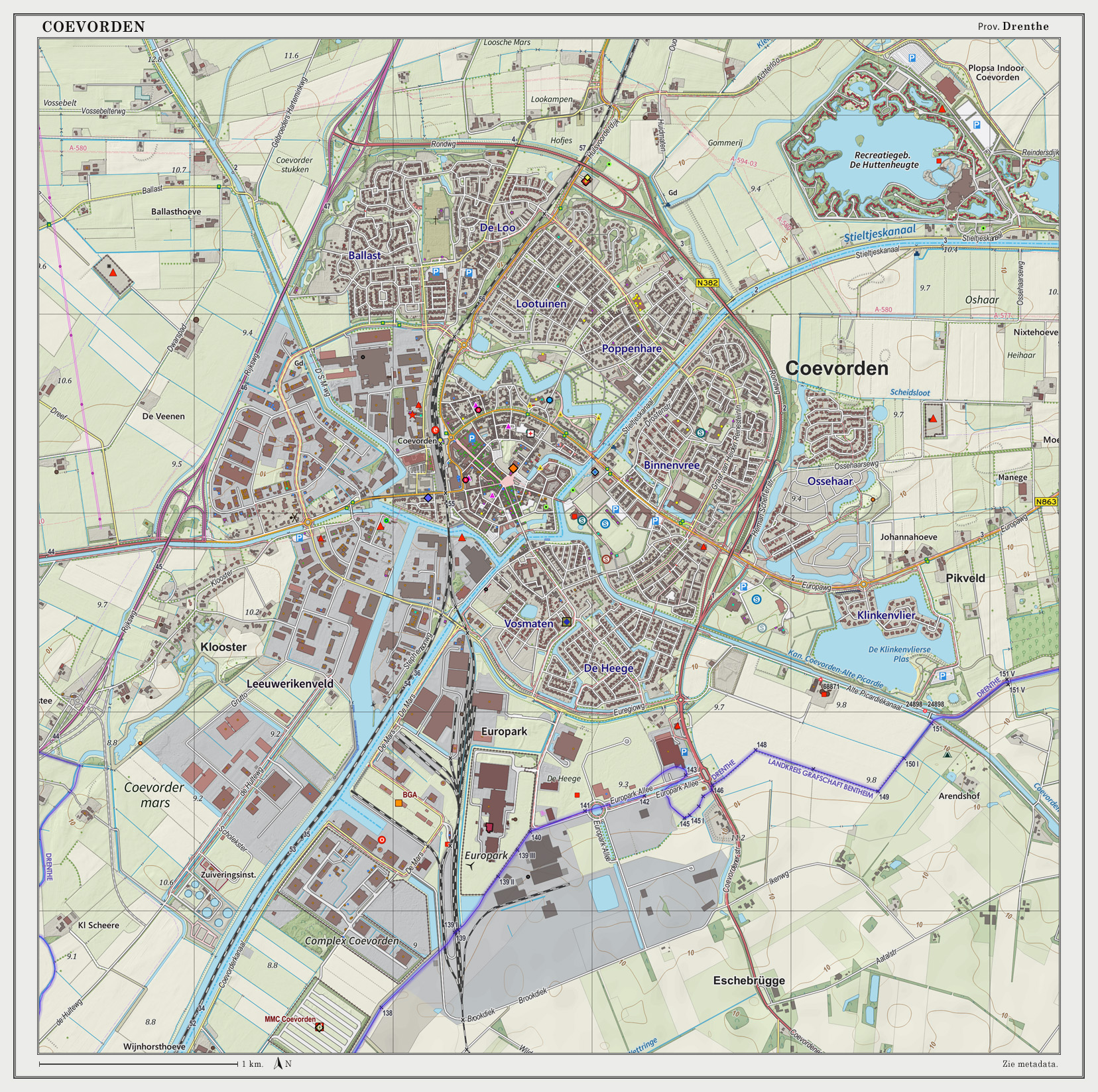
2014年の図

## 姉妹都市
- ベラルーシ、ブレスト[5]
- ドイツ、グラーフシャフト・ベントハイム郡 ノルトホルン市